# Liste von Höhlen im Saarland
Die Liste von Höhlen im Saarland benennt Höhlen im Saarland, die zumeist in Buntsandsteinformationen entstanden sind.

## Liste
| Name                          | Ortschaft              | Kreis bzw. kreisfreie Stadt | Gesamtlänge Höhlensystem, Kommentare | Bild |
| ----------------------------- | ---------------------- | --------------------------- | ------------------------------------ | ---- |
| Eichertsfels                  | Oberwürzbach           | Saarpfalz-Kreis             | mit zwei Höhlen                      |      |
| Niedaltdorfer Tropfsteinhöhle | Rehlingen-Siersburg    | Landkreis Saarlouis         |                                      |      |
| Schindtaler Felsen            | Oberwürzbach           | Saarpfalz-Kreis             |                                      |      |
| Schlangenhöhle                | Homburg                | Saarpfalz-Kreis             | durch Abbau von Sandstein entstanden |      |
| Schlossberghöhlen             | Homburg                | Saarpfalz-Kreis             | durch Abbau entstanden               |      |
| Lourdesgrotte Oberwürzbach    | Oberwürzbach           | Saarpfalz-Kreis             |                                      |      |
| Mithrashöhle                  | Saarbrücken            | Saarbrücken                 | auf dem Halberg                      |      |
| Bärenhöhle                    | Nohfelden              | Landkreis St. Wendel        | s. Burg Veldenz                      |      |
| Wildfrauhöhle                 | St. Wendel-Oberthal    | Landkreis St. Wendel        |                                      |      |
| Die Grott                     | Saarlouis-Wallerfangen | Landkreis Saarlouis         |                                      |      |